# Havia crestada
L'havia crestada (Habia cristata) és un ocell de la família dels cardinàlids (Cardinalidae).

## Hàbitat i distribució
Habita la selva pluvial i matolls, normalment a prop de corrents fluvials a l'oest de Colòmbia.